# 米澤拓也
米澤 拓也（よねざわ たくや、1989年3月27日 - ）は、日本の映像作家、アニメーター。北海道生まれ。
主に、NHKの音楽番組「みんなのうた」などのアニメーションを制作している。

## 作成作品一覧

### みんなのうた
- ◆は、5分間1曲枠の楽曲（ロングのうた）。
- ふつうとは / 東京事変（2022年2月・3月放送）